# ビスケット子爵
ビスケット子爵（ビスケットししゃく）は日本の男性声優。主にアダルトゲームに出演している。

## 出演作品

### アダルトゲーム
- IZUMO2（大斗剛）
  - IZUMO2 -学園狂想曲-（大斗剛[1]）
- PLEASURE★（麻稀、観月潤[2]）

### コンシューマー
- IZUMO2 猛き剣の閃記（大斗剛）
- IZUMO2 学園狂想曲 ダブルタクト（大斗剛）